# Željko Džaja
Željko Tomo Džaja  (Kupres, 9. rujna 1904. – Banja Luka 17. lipnja 1973.) bio je hrvatski katolički svećenik iz reda franjevaca i pripovjedač.

## Životopis
Gimnaziju je završio u Visokom, a teologiju u Sarajevu 1932. godine. U Franjevački red stupio je 1925. godine, a za svećenika je zaređen 1931. godine. Bio je kapelan u više mjesta i župnik u Dobretićima (1934.–1950.), Sokolinama i Doljanima. Posljednje godine života proveo je u Gorici kraj Livna.
U listu Bosna Srebrena (1959.–1972.) objavio je brojne lirsko-meditativne nekrologe bosanskim franjevcima.

## Počasti
- Orden bratstva i jedinstva.
- Poprsje u Dobretićima ispred crkve.

### Članci
- Kovačić, Anto Slavko. 1993. Džaja, Željko. Hrvatski biografski leksikon. Zagreb.  journal zahtijeva |journal= (pomoć)